# Ахтырский уезд
Ахтырский уезд — административно-территориальная единица Харьковской губернии с центром в городе Ахтырка, существовавшая с 1780 года по 1923 год.

## История
Ахтырский уезд образован 25 апреля 1780 года по приказу императрицы Екатерины II.
12 декабря 1796 года по приказу императора Павла I уезд вошел в состав Слободско-Украинской губернии.
1923 года ликвидирован, и территория вошла в состав Богодуховского округа.

## География
Площадь уезда 2441,6 верст². Почвы в уезде во основном чернозёмные. Основная река, протекающея в уезде — Ворскла. Граничил с Богодуховским, Лебединским и Сумским уездами Харьковской губернии.

## Население
По переписи 1897 года население уезда составляло 161 234 человек, в том числе в городе Ахтырка — 23 399 жит.

### Национальный состав
Национальный состав по переписи 1897 года:
- украинцы (малороссы) — 141 245 чел. (87,6 %),
- русские — 18 261 чел. (11,3 %),

| Год  | Численность | Численность |
| ---- | ----------- | ----------- |
| 1860 | 83 087      | [ 4 ]       |
| 1897 | 161 243     | [ 5 ]       |
| 1917 | 218 000     | [ 6 ]       |

## Символика
Герб волости описывается следующими словами: «В голубом поле златый крест с сиянием сверху изображающий знаменитость сего города по великому числу приезжающих богомольцев».

## Административное деление
В 1913 году в уезде было 13 волостей:
| - Ахтырская — с. Ахтырка, - Боромлянская — с. Боромля, - Бельчанская — с. Бельчанка, - Дерновская — д. Дерновая, - Жигайловская — д. Жигайловка, - Кириковская — д. Кириковка, - Котелевская — д. Котельва, | - Краснопольская — сл. Краснополье, - Покровская — с. Покровское, - Ряснянская — с. Рясное, - Славгородская — с. Славгород, - Тростянецкая — с. Тростянец, - Хухрянская — с. Хухря, |